# Abou-al-Kamal
 (novembre 2010).
Si vous disposez d'ouvrages ou d'articles de référence ou si vous connaissez des sites web de qualité traitant du thème abordé ici, merci de compléter l'article en donnant les références utiles à sa vérifiabilité et en les liant à la section « Notes et références ».
Abou-al-Kamal est un chef militaire d'origine berbère zénète de la tribu des Banou Ifren de l'ouest du Maghreb, vers 1036. 

## Histoire
Abou-al-Kamal était un guerrier adepte la Guerre sainte. Il prit les villes de Chella et de Kasba Tadla au Maroc. Il s'empara de Fès et dépouilla  tous les juifs de la ville de leurs fortunes et de leurs femmes en 1036. Selon Roudh el kartas, cette attaque aurait fait des milliers de morts. 
Puis, Abou-al-Kamal attaqua la tribu berbère des Berghwatas pour les exterminer. Hammama fils de Ziri Ibn Attia de la tribu de Maghraoua, appela alors tous les chefs Zénètes afin de combattre Abou-al-Kamal. Vers 1037, Hammama reprit Fès.
Abou-al-Kamal finira assiéger à Chella près de Salé jusqu'à sa mort en 1054. Salé et Chella seront ensuite prises par les Almoravides. La population de ces villes, en majorité des Banou Ifren, sera exterminée par les Almoravides ; il y aurait eu des centaines de milliers de morts.

## Biographie
- Histoire des Berbères et des dynasties musulmanes de l'Afrique Septentrionale, Ibn Khaldūn, traduit par William MacGuckin Slane. imprimerie du gouvernement, 1852
- Histoire des souverains du Maghreb, Roudh el Kartas, traduit par A. Beaumier. Imprimerie Impériale, 1860